# Seiji Sagawa
Seiji Sagawa (Japans: 佐川聖二, Sagawa Seiji) (Akita, 1950) is een hedendaags Japans dirigent en klarinettist.

## Levensloop
Sagawa studeerde aan de Tokyo National University of Fine Arts and Music en gradueerde in 1975  en behaalde het diploma Master of Music in 1977. In 1980 kreeg hij een studiebeurs van het Japanse ministerie van cultuur en ging naar Wenen om aan de Musikhochschule bij Alfred  Prinz (*1930) zijn klarinetstudie te voltooien. 
Van 1976 tot 2001 was hij 1e klarinettist van het Tokyo Symphony Orchestra. In 1995 stichtte hij met andere leden van het Tokyo Symphony Orchestra het Seiji Sagawa Clarinet Quintet en realiseerde twee cd-albums. Verder is hij in het bestuur van de The Japan Clarinet Society. Niet uitsluitend als klarinetsolist is hij bekend, omdat hij ook verschillende goede harmonieorkesten in Japan dirigeert, onder andere het Gral Wind Orchestra, het Bunkyo University Wind Orchestra, het Soka Gloria Wind Orchestra